# Maria Helena Velasco
Maria Helena Velasco (Rio de Janeiro, 16 de maio de 1947) é uma atriz brasileira.
Na TV participou de momentos importantes da teledramaturgia como Saramandaia, O Rebu, O Astro, Pai Herói e a minissérie Grande Sertão: Veredas.

## Trabalhos na TV
| Ano  | Título                 | Personagem  |
| ---- | ---------------------- | ----------- |
| 2009 | Caminho das Índias     | Glorinha    |
| 2005 | Bang Bang              | Mãe Bizerra |
| 1995 | Irmãos Coragem         | Indaiá      |
| 1988 | Vale Tudo              | Ercília     |
| 1985 | Grande Sertão: Veredas | Ana Duzuza  |
| 1981 | Ciranda de Pedra       | Luciana     |
| 1980 | Coração Alado          | Elza        |
| 1979 | Pai Herói              | Mirtes      |
| 1979 | Plantão de Polícia     | Kátia       |
| 1977 | O Astro                | Valéria     |
| 1977 | Nina                   | Geni        |
| 1976 | Saramandaia            | Emília      |
| 1976 | O Feijão e o Sonho     |             |
| 1974 | O Rebu                 | Lindona     |

Cinema
| Ano  | Título                                        | Personagem         |
| ---- | --------------------------------------------- | ------------------ |
| 1987 | Romance da Empregada                          |                    |
| 1986 | Hell Hunters                                  | —                  |
| 1985 | The Emerald Forest                            | Uluru              |
| 1984 | Blame It on Rio                               | Senhora na Macumba |
| 1971 | Como Ganhar na Loteria sem Perder a Esportiva | Suely              |
| 1966 | Um Diamante e Cinco Balas                     | Nega               |